# Papi Oviedo
Gilberto Oviedo la Portilla, más conocido como Papi Oviedo (La Habana, Cuba; 9 de febrero de 1937-31 de octubre de 2017), fue un músico cubano, destacado por el manejo del tres, un tipo de instrumento de cuerda pulsada en la música cubana que posee tres órdenes de cuerdas dobles.

## Biografía
Fue hijo del legendario músico Isaac Oviedo.
Comenzó a tocar el tres cuando tenía cerca de 15 años. Un veterano de muchas bandas, fue el tresero en la banda de Elio Revé por 13 años. Estuvo en tour con la agrupación Buena Vista Social Club, exponiendo el estilo de son cubano a audiencias más amplias. Participó en giras internacionales con el Buena Vista Social Club, con la que expuso y prestigió el estilo del son cubano en escenarios de gran impacto mediático en Europa, Asia, y América Latina, donde siempre se manifestó defensor del son y la música tradicional cubanas. En sus últimos años formó la Soneros All Star.
Falleció a la edad de 79 años como consecuencia de una bronconeumonía.
Esposo de la Legendaria Cantante Cubana, Omara Portuondo.  